# Свети Рафаил и Света Троица (Филиро)
„Свети Рафаил, Николай и Ирина“ (на гръцки: Ι. Μ. Αγίου Ραφαήλ και Αγίας Τριάδος) е голям, православен женски манастир в Егейска Македония, Гърция, част от Литийската и Рендинска епархия на старостилната Църква на истинно-православните християни на Гърция (Синод на Авксентий).
Манастирът се намира в югозападните склонове на планината Хортач (Хортиатис), на 2 km северно над солунското село Филиро (Ялиджик). Манастирът е катедра и седалище на епископ Филотей Литийски и Рендински. В католикона на манастира се пазят мощи на Свети Рафаил.